# Kanton Tournon-d'Agenais
Kanton Tournon-d'Agenais (francouzsky Canton de Tournon-d'Agenais) je francouzský kanton v departementu Lot-et-Garonne v regionu Akvitánie. Tvoří ho 10 obcí.

## Obce kantonu
- Anthé
- Bourlens
- Cazideroque
- Courbiac
- Masquières
- Montayral
- Saint-Georges
- Saint-Vite
- Thézac
- Tournon-d'Agenais